# فتوحات نادرشاه در خلیج فارس و عمان
فتوحات نادرشاه در خلیج فارس و عمان اشاره به تلاش‌های نادرشاه افشار در برقراری هژمونی ایران در خلیج فارس و سرزمین‌های اطراف آن دارد.
نخستین تلاش‌های نادرشاه که پس از تلاش‌های او در ایجاد یک نیروی دریایی مدرن روی داد، با موفقیت‌های نسبی همراه بود اما در نهایت، با شورش محمد تقی خان، دریاسالار نیروی دریایی تازه تأسیس ایران، موقعیت ایرانیان در این منطقه تضعیف شد. اندکی پس از سرکوب شورش محمد تقی خان، نادرشاه به قتل رسید و فتوحات او نیز به سرعت از دست رفت.

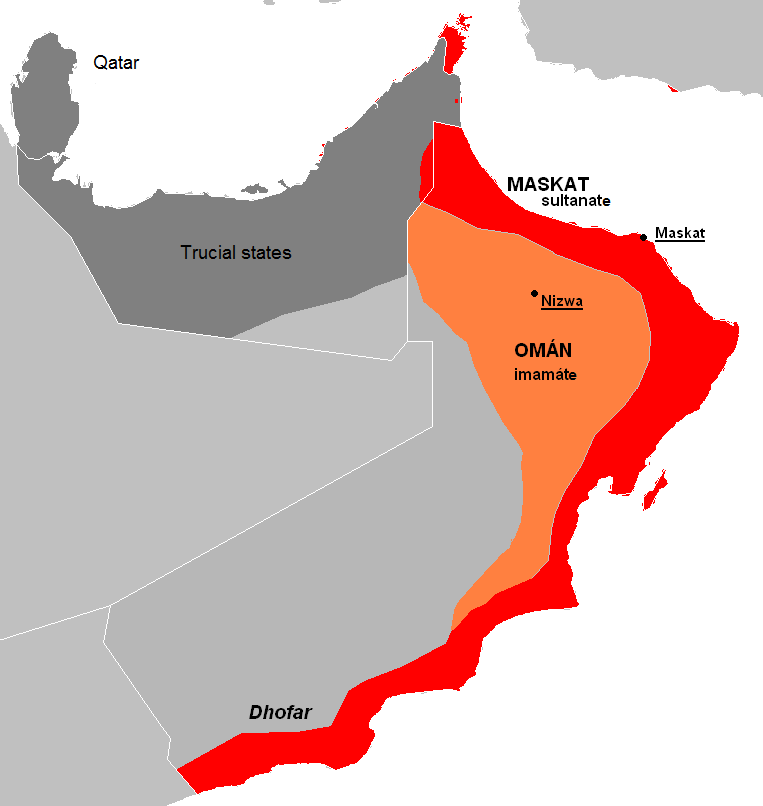
نقشه سلطان‌نشین مسقط و امام‌نشین عمان